# Caravanche Occidentali
Le Caravanche Occidentali (in sloveno Zahodne Karavanke, in tedesco Westliche Karawanken - dette anche Catena Kepa-Golica-Stola-Košuta) sono una parte della catena delle Caravanche nelle Alpi, costituendo la parte occidentale delle Carvanche lungo la linea di confine tra l'Austria (Carinzia) e la Slovenia (Alta Carniola). Per una piccola parte interessano l'Italia (Provincia di Udine). La SOIUSA le vede come un supergruppo delle Alpi di Carinzia e di Slovenia.

## Suddivisione
Il codice SOIUSA delle Caravanche Occidentali è il seguente: II/C-35.I-A
Secondo la SOIUSA sono suddivise in quattro gruppi e nove sottogruppi:
- Gruppo della Kepa (1)
  - Dorsale Peč-Blekova (1.a)
  - Dorsale Lepi vrh-Trupejevo Poldne-Malosko Poldne (1.b)
  - Dorsale Visoki Kurji vrh (1.c)
  - Dorsale della Kepa (1.d)
- Gruppo della Golica (2)
- Gruppo dello Stol (3)
  - Dorsale dello Stol (3.a)
  - Costiera della Dobrča (3.b)
- Gruppo della Košuta (4)
  - Dorsale della Košuta (4.a)
  - Dorsale Plešivec-Virnikov Grintovec-Pristovški Storžič (4.b)
  - Dorsale Javorniki-Stegovnik (4.c)

## Vette
Le montagne principali delle Caravanche Occidentali sono:
- Hochstuhl (Veliki Stol) - 2237 m
- Wertatscha - 2180 m
- Mittagskogel - 2145 m
- Koschuta (Košuta) - 2133 m
- Klagenfurter Spitze - 2116 m
- Weinasch - 2099 m
- Veliki vrh - 2060 m
- Begunjščica - 2060 m
- Selenitza - 2026 m
- Potoški Stol 2017 m
- Edelweißspitze - 1995 m
- Bärenkogel - 1979 m
- Bielschitza - 1959 m
- Struška - 1944 m
- Trupejevo Poldne - 1931 m
- Dovška Baba - 1891 m
- Kahlkogel (Golica) - 1835 m
- Visoki Kurji vrh - 1828 m
- Mojstrovica - 1812 m
- Mallestiger Mittagskogel - 1801 m
- Monte Forno - 1508 m

## Galleria d'immagini

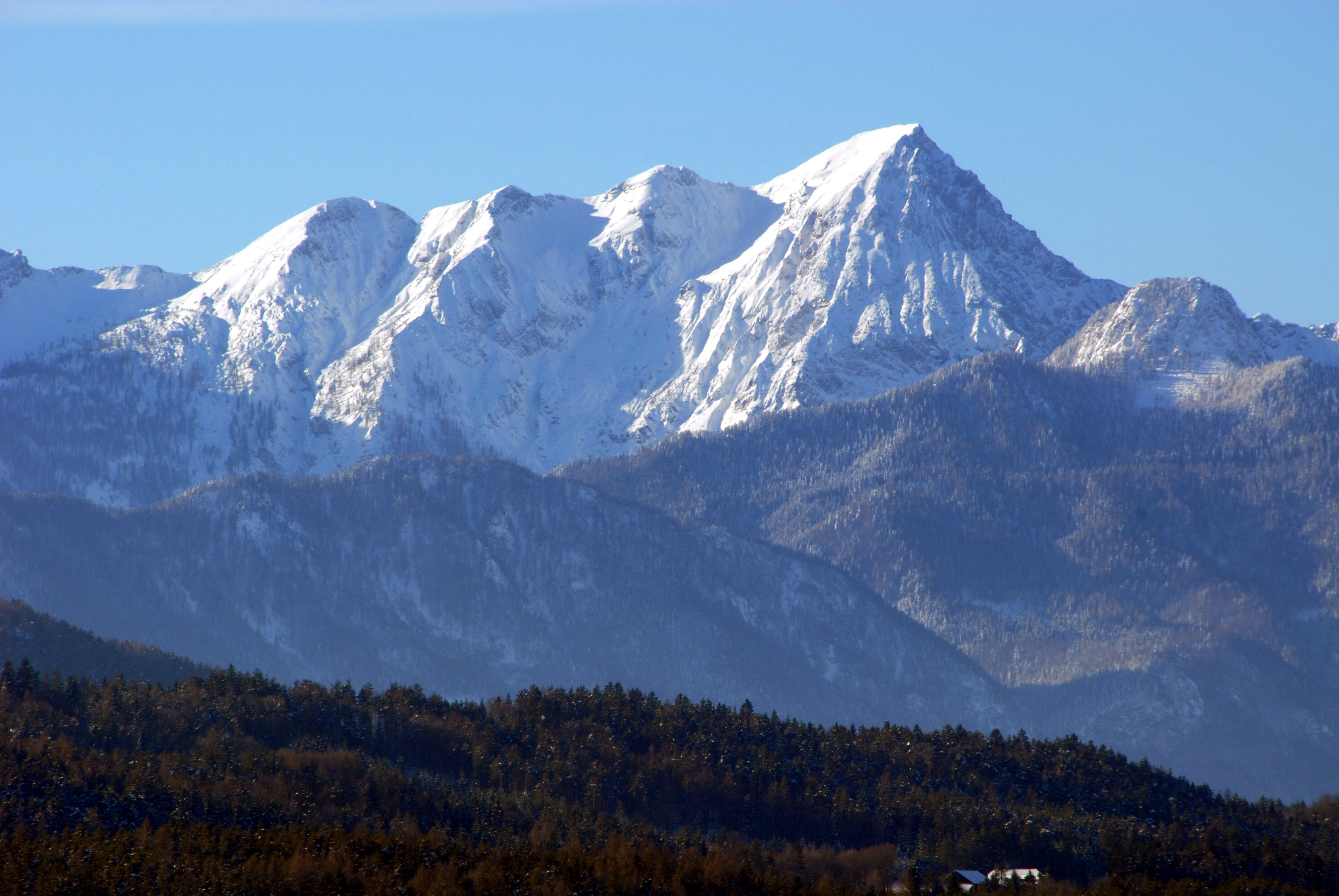
Mittagskogel
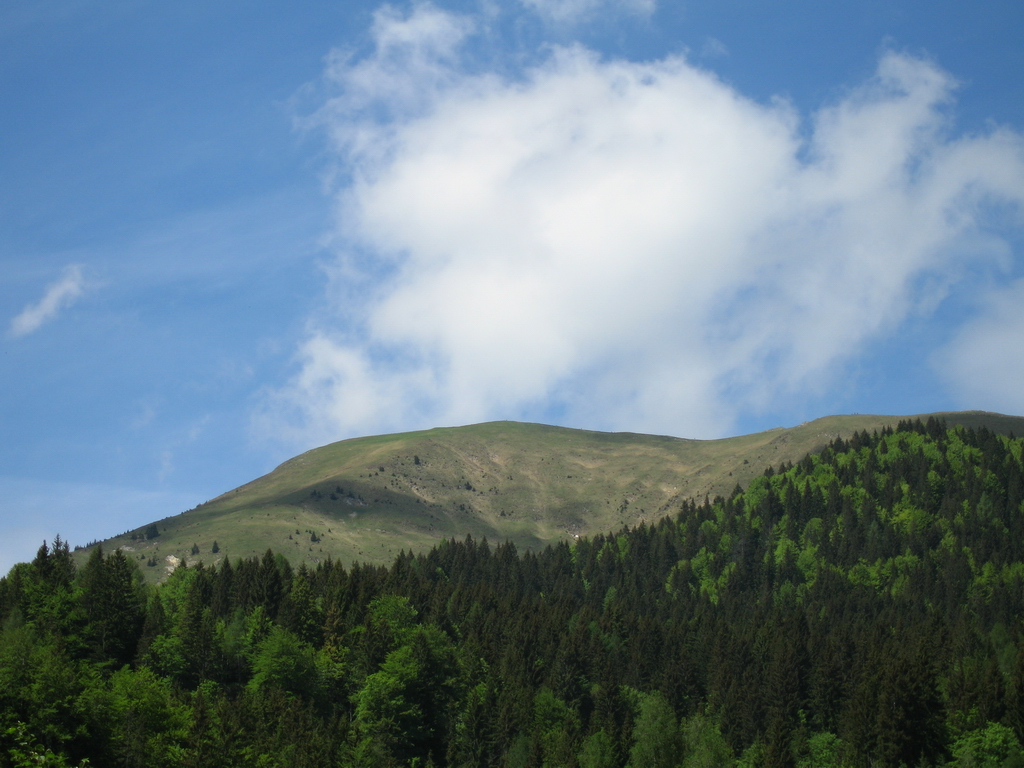
Kahlkogel